# Hidari Jingorō
Hidari Jingorō (左甚五郎?) fue un artista japonés posiblemente ficticio. Trabajó como escultor, carpintero, pintor, arquitecto, comediante, actor, kōdanshi (narrador rítmico) y profesor de arte. Aunque varios estudios sugieren que estuvo activo a principios del período Edo (alrededor de 1596-1644), existen controversias sobre su existencia histórica. Se cree que Jingorō creó muchas esculturas de deidades famosas ubicadas en todo Japón, contándose muchas leyendas sobre él. Su famoso grabado Nemuri-neko (gato durmiente), se encuentra sobre la puerta Kuguri-mon del santuario al Shōgun Tokugawa Ieyasu, Nikkō Tōshō-gū, en Nikkō. También se le atribuyen los dos grabados de dragón del karamon del santuario Ueno Tōshō-gū.

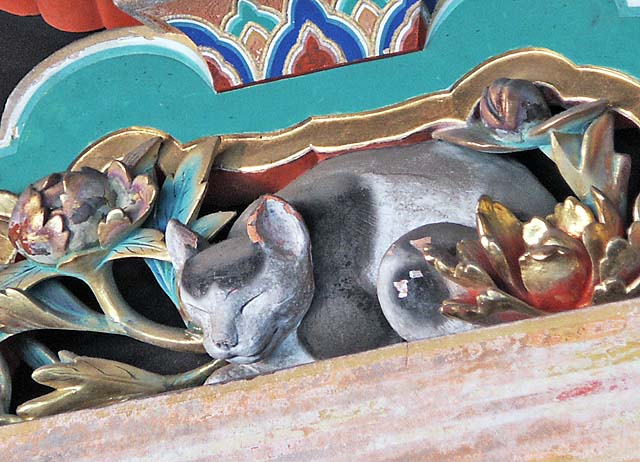
A Jingorō se le atribuye el grabado de un gato durmiendo, encontrado en el santuario Tōshōgū, en Nikko.

Se cuenta que otros escultores estaban celosos de lo hábil que era Jingorō, hasta el punto de cortarle el brazo derecho. Pero él era zurdo, razón por la cual adquirió su apellido Hidari (左 lit. Izquierda?). Según otra teoría, era aprendiz de herrero y fabricaba katanas. Después de trabajar allí un tiempo, Jingorō sintió que merecía saber a qué temperatura se mantenía el aceite. Contra el permiso de su jefe, intentó probar la temperatura del aceite tocándolo, su jefe, al enterarse, le cortó la mano derecha. Cuando se dio cuenta de que ya no podía ser herrero, se convirtió en aprendiz del arquitecto Hokyo Yoheiji Yusa, de la Corte Imperial de Kioto, donde estudió cómo construir templos, santuarios y esculturas.
Las historias sobre Jingorō son bien conocidas en Japón. Una de ellas, habla de como al ver a una mujer de una belleza excepcional creó una escultura de ella. Comenzó a beber en compañía de la estatua, hasta que esta comenzó a imitar sus movimientos. Cuando colocó un espejo delante de la escultura, el espíritu de la mujer cobró vida.